# Edvin Vesterby
Edvin Vesterby (Riguldi, Estonia, 23 de octubre de 1927) es un deportista sueco retirado especialista en lucha grecorromana donde llegó a ser subcampeón olímpico en Melbourne 1956.

## Carrera deportiva
En los Juegos Olímpicos de 1956 celebrados en Melbourne ganó la medalla de plata en lucha grecorromana estilo peso gallo, tras el luchador soviético Konstantin Vyrupayev (oro) y por delante del rumano Francisc Horvat (bronce).